# Козача бухта (місцевість)
Козача Бухта (крим. Kozak Körfezi) також Козачка — мікрорайон на заході Севастополя, у Гагарінському районі, колишнє селище.
Розташований на березі однойменної бухти, від якої й походить назва.
З 7 вересня 2023 року мікрорайон переданий до Бахчисарайського району Автономної Республіки Крим, однак, він досі не має статусу окремого населеного пункту.

## Опис
У район входить територія Маячного півострова з мисом Херсонес, Серединного півострова, що поділяє Потрійну бухту на Камишеву та Подвійну, і безіменного півострова, що поділяє Подвійну бухту на Солону та Козачу.
Основні вулиці: Козача вулиця, Козаче шосе, Військових Будівельників.
До центру міста — близько 15 км. Багато житла у районі надано сім'ям військових. Після анексії Криму у 2014 році окупаційна російська влада організувала будівництво великого району житлової забудови, проведений тролейбусний маршрут.
В мікрорайоні розташований меморіальний комплекс «Тридцять п'ята берегова батарея», а також пам'ятник Примирення радянських і німецьких солдатів, що загинули під час боїв за Севастополь.
Також поблизу знаходиться океанаріум України державного значення — найбільший НДІ, який займається важливими питаннями гідробіоніки, а також аспектами екології, збереження рідкісних видів морських тварин і гідротехніки. За часів СРСР це був надсекретний об'єкт, в надрах якого велися розробки з використання дельфінів у військових цілях. А зараз же тут розгорнуть розплідник морських тварин і проводяться оздоровчі процедури. Недалеко від океанаріума розташувався центр дайвінгу «Unicon Divers».

## Історія
Окремі фахівці вважають, що легендарний древній Херсонес спочатку закладався саме на тутешніх берегах, а пізніше «переїхав» до Карантинної бухті. З цим повір'ям пов'язані місцеві назви: мис Херсонес та Херсонеський маяк.
У 70-х роках XVIII ст. під час війни з Туреччиною для нагляду за діями турецького флоту по всьому узбережжю були розставлені табори Чорноморських козаків. Один з таборів розміщувався на узбережжі бухти, яку згодом стали називати Козачою.